# Kahena Kunze
Kahena Künze (São Paulo, 12 de marzo de 1991 - ) es una regatista brasileña en la clase 49er FX. Junto con Martine Grael ganó la clase 49er FX en el Mundial de 2014, en los Juegos Olímpicos de Río de Janeiro 2016 y en los Juegos Olímpicos de Tokio 2020.
Ella es hija de Claudio Künze, un ex regatista que ganó un campeonato mundial juvenil en la clase  Penguin. Su nombre es un homenaje al guerrero Kahina.
Junto a Martine Grael fue abanderada de Brasil en la ceremonia de inauguración en los Juegos Panamericanos de 2019 realizados en Lima, Perú.